# Royal Navy
Royal Navy var oprindeligt den kongelige engelske flåde og blev senere Storbritanniens flåde.

## Historie
Starten på Royal Navy er ret usikker. I begyndelsen bestod den af private kaperskibe, der kun nødtvungent underlagde sig en fælles kommando. 
I 1588 var England omgivet af stærke katolske lande, og den spanske kong Filip 2. sendte den uovervindelige armada på 130 krigsskibe mod England. Den engelske dronning Elisabeth (1.) mobiliserede 55 kaperskibe mod armadaen. Den engelske styrke sænkede kun 3 skibe, hvorimod en storm sænkede 67 skibe fra kong Filips armada. Den engelske propaganda udlagde det som en stor sejr for England, og England blev tilskyndet til at have en stærk flåde.
I 1805 blev slaget ved Trafalgar udkæmpet mellem en mindre britisk flåde og en større fransk-spansk flåde. Det var et af Royal Navys største søslag. Briterne, anført af admiral Lord Nelson, var sejrherrer og Trafalgar gjorde, at Napoleon opgav sin plan om at invadere England. Det blev slået fast, at Storbritannien var den stærkeste sømagt, en position det beholdt indtil midten af 2. verdenskrig. Det var også i den periode, at det Britiske Imperium var i færd med at udvide og udvikle sig til at være det største imperium i verdenshistorien. 
Skibe i Royal Navy har præfikset HMS, hvilket betyder Her (His) Majesty's Ship. Krigsskibe fra Commonwealth-flåder hed HMAS Her Majesty's Australian Ship, HMCS – Canada, HMNZS – New Zealand osv.
Rule Britannia, Britannia rule the waves! Britons never, ever, ever shall be slaves! er en patriotisk nationalsang der hylder Royal Navy i et imperium hvor solen aldrig gik ned. 

## Royal Navy i dag
Royal Navy indgår i Naval Service sammen med Royal Marines, RFA og Royal Naval Reserve. I alt er der 31.500 ansatte (2007). I dag er Royal Navy verdens næststørste flåde, både med hensyn til skibsantal og bruttoregistertons (US Navy er den største flåde).

### Surface Fleet
Flåden af overfladefartøjer er den største del af Royal Navy. Ved årtusindeskiftet blev overfladeflåden reorganiseret og antallet af flotiller blev skåret ned til tre, som blev baseret i de tre tilbageværende flådebaser. Derudover blev der igangsat en udskiftning af ældre skibe i nullerne, tierne og tyverne.

### Submarine Service
Royal Navy har kun atomdrevne kampubåde tilbage. Det drejer sig om 4 missilubåde med Trident atommissiler og 11 angrebsubåde med krydsermissilkapacitet. I Submarine Service indgår også ubådsredningstjenesten Submarine Rescue Service, der har flere små redningsubåde og undervandsrobotter til rådighed.

### Fleet Air Arm
Fleet Air Arm er Royal Navys flyvetjeneste, med fastvingefly og helikoptere. Fleet Air Arm skal fra 2018 udrustes med STOVL-versionen af Joint Strike Fighter. Fleet Air Arm havde tidligere Sea Harrier jetkampfly og lånte Harrier GR9 fra RAF. Udstationeret på skibene er der 44 AW101 Merlin-, 54 Lynx- og 60 Westland Sea King-helikoptere. Fleet Air Arm træner fra flådens tre flyvestationer.

### Royal Marines
Royal Marines udgør ca. 7.000 marineinfanterister, med henblik på landgangsoperationer. De træner jævnligt med landgangsbåde, helikoptere og luftpudebåde. Royal Marines-enheder er udstationeret rundt omkring i verden i Commonwealth og i 'kolonier'. Royal Marines er elitesoldater, der har været indsat langt fra havet i Afghanistan, Bosnien-Hercegovina og Nordirland sammen med den britiske hær. Royal Marines har et frømandskorps kaldet Special Boat Service. Disse specialstyrker bliver anvendt bag fjendens linjer og i krigen mod terrorisme.

### Royal Fleet Auxiliary
Royal Fleet Auxiliary er et paramilitært rederi på 18 skibe. Det består af forsyningsskibe, der kan forsyne krigsskibe med brændstof, ammunition, reservedele, ferskvand og fødevarer til søs. RFA's skibe er malet grå, har NATO pennant numre, kan kommunikere i de militære frekvenser, har forberedt plads til luftværnskanoner og har ofte helikopterdæk. Besætningerne er civile, men med Royal Navys uniformer. RFA har også landgangsskibe.

## Støttepunkter
- Flådestationer – Her Majesty’s Naval Base
  - HMNB Devonport, ved Plymouth. (HMS Drake)
  - HMNB Portsmouth. (HMS Nelson)
  - HMNB Clyde, ved Faslane, Skotland. (HMS Neptune)
- Flyvestationer – Royal Naval Air Station
  - RNAS Culdrose, Cornwall. (HMS Seahawk)
  - RNAS Yeovilton. (HMS Heron)
  - RNAS Prestwick, Skotland. (HMS Gannet)
- Udenlandske støttepunkter
  - Gibraltar.
  - Mount Pleasant.

## Rangorden

### Officersgruppen
| NATO-rang    | OF-10                | OF-9    | OF-8         | OF-7          | OF-6            | OF-5      | OF-4          | OF-3                 | OF-2            | OF-1           | OF(D)      | Kadet         |
| ------------ | -------------------- | ------- | ------------ | ------------- | --------------- | --------- | ------------- | -------------------- | --------------- | -------------- | ---------- | ------------- |
| Distinktion  |                      |         |              |               |                 |           |               |                      |                 |                |            |               |
| Britisk rang | Admiral of the Fleet | Admiral | Vice Admiral | Rear Admiral  | Commodore       | Captain   | Commander     | Lieutenant Commander | Lieutenant      | Sub-Lieutenant | Midshipman | Officer Cadet |
| Dansk rang   | -                    | Admiral | Viceadmiral  | Kontreadmiral | Flotilleadmiral | Kommandør | Orlogskaptajn | Kaptajnløjtnant      | Premierløjtnant | Løjtnant       | -          | -             |

### Sergent og meniggruppen
| NATO rang    | OR-9                    | OR-8                                                       | OR-7                | OR-6          | OR-5    | OR-4           | OR-3             | OR-2                | OR-1                       |
| ------------ | ----------------------- | ---------------------------------------------------------- | ------------------- | ------------- | ------- | -------------- | ---------------- | ------------------- | -------------------------- |
| Distinktion  |                         |                                                            |                     |               | -       |                | -                |                     | -                          |
| Britisk rang | Warrant Officer Class 1 | Warrant Officer Class 2 (under gradvis udfasning fra 2014) | Chief Petty Officer | Petty Officer | -       | Leading Rating | -                | Able Rating         | -                          |
| Dansk rang   | Chefsergent             | Seniorsergent                                              | Oversergent         | -             | Sergent | Korporal       | Marinespecialist | Marineoverkonstabel | Marinekonstabel Marineelev |

## Kendte skibe i Royal Navy
- HMB Endeavour – Kaptajn Cooks opdagelsesskib i 1768-71, opdagede New Zealand & Australien.
- HMS Resolution — Kaptajn Cooks opdagelsesskib 1772-75 & 1776-79, krydsede som den første den sydlige polarcirkel og opdagede Sandwich-øerne (Hawaii).
- HMS Discovery — deltog i Kaptajn Cooks sidste ekspedition 1776-79.
- HMS Bounty – Mytteriet på Bounty i 1789.
- HMS Surprise — Franske L'Unité, erobret af Royal Navy i 1796. Portrætteret i filmen Master and Commander - Til verdens ende 2003.
- HMS Elephant – Viceadmiral Nelsons skib under Slaget på Reden, 1801.
- HMS Victory – Admiral Nelsons flagskib ved Slaget ved Trafalgar, 1805.
- HMS Beagle – Charles Darwins forskningsskib, 1831-36.
- HMS Alecto — hjuldamper, som tabte tovtrækning mod HMS Rattler 3. april 1845.
- HMS Rattler — skruedrevet dampskib, som vandt tovtrækning mod HMS Alecto 3. april 1845.
- HMS Thunder Child – Fiktivt skib fra romanen "Klodernes kamp". Ødelagde to tripoder, 1898.
- HMS Dreadnought – Revolutionerende slagskib kun udrustet med svært skyts (ti 30,5 cm), 1906.
- HMS Orion – første Super Dreadnought (ti 34 cm kanoner), 1910.
- HMS Warspite — Deltog i Slaget ved Jylland, 1916 og i D-dagen, 1944.
- HMS Iron Duke – Admiral Jellicoes flagskib i Slaget ved Jylland, 1916.
- HMS Furious — Det første anvendelige hangarskib, hendes fly angreb den tyske zeppelinerbase i Tønder, 1918.
- HMS Ajax – Jagten på Admiral Graf Spee, 1939.
- HMS Hood – Sænket af Bismarck, 1941.
- HMS Ark Royal – Hangarskib fra 1938, hendes fly beskadigede Bismarck, men blev senere selv sænket i Middelhavet, 1941.
- HMS Prince of Wales – slagskib fra Z-force mistet ved Singapore i 1942.
- HMS Campbeltown – raidet mod St. Nazaires tørdok i 1942.
- HMS Rodney – forældet slagskib anvendt til kystbombardement på D-Dagen i 1944.
- HMS Indefatigable – Første af fem britiske hangarskibe, der blev ramt af kamikazefly under Operation Iceberg (Okinawa), 1945.
- HMS Monnow – brugt af Søværnet som F338 Holger Danske, 1945-59.
- HMS Belfast — museumsskib i London, veteran fra 2. verdenskrig og Koreakrigen.
- HMS Eagle – Et af tre hangarskibe brugt i Suez-krigen, 1956.
- HMSm Dreadnought — Storbritanniens første atomubåd, 1960.
- HMSm Conqueror — Den eneste atomubåd som har sænket et skib i kamp, 1982.
- HMS Sheffield – Slået ud af et exocetmissil i Falklandskrigen, 1982.